# Brandenburgs lantdag

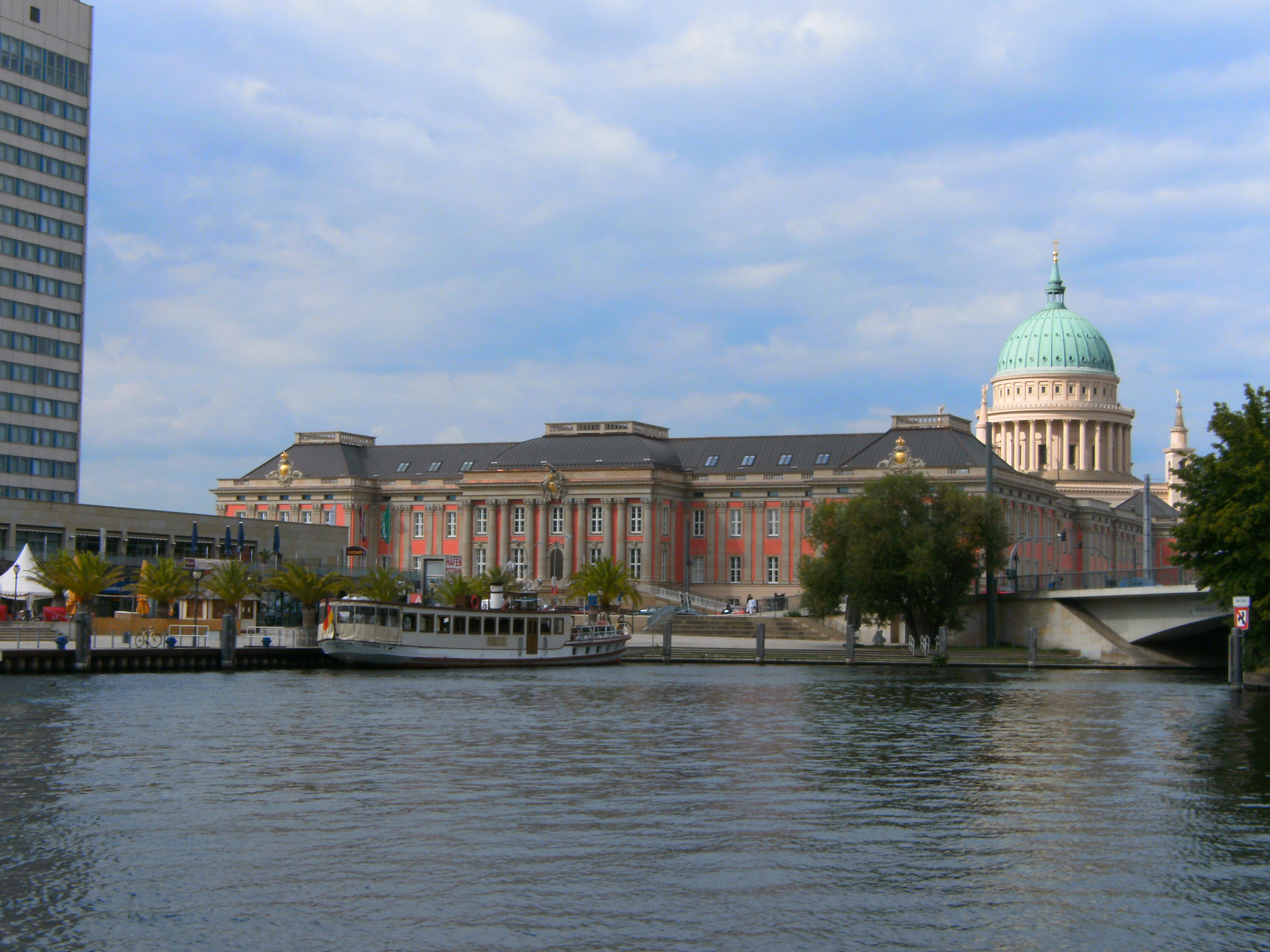
Vy från floden Havel mot Potsdams stadsslott, där lantdagen är inrymd sedan 2014. I bakgrunden Nikolaikyrkan.

Brandenburgs lantdag (tyska: Landtag Brandenburg) är det tyska förbundslandet Brandenburgs delstatsparlament, med säte i Potsdam.  Lantdagen har sedan 2014 sina lokaler i det rekonstruerade stadsslottet i Potsdam.
Lantdagens första föregångare fanns i den sovjetiska ockupationszonen i Brandenburg mellan 1946 och 1952.  Därefter ersattes den av andra politiska organ inom DDR.  I sin nuvarande form har lantdagen existerat sedan Tysklands återförening 1990 och skapandet av förbundslandet Brandenburg.

## Val

Valkretsindelning för lantdagsvalet.

Val till lantdagen sker vart femte år.  Det i Tyskland vanliga dubbla valsystemet tillämpas. Varje valkrets har en direktvald kandidat (första rösten) och därefter fylls platser på från partilistor (andra rösten) tills proportionell representation uppnåtts, så att antalet platser i lantdagen varierar beroende på fördelningen av förstarösterna. 
Valet i september 2014 ledde till en regerande majoritet med en vänsterkoalition mellan partierna SPD och Die Linke, då ministerpresidenten Dietmar Woidke (SPD) återvaldes. Det senaste valet ägde rum 1 september 2019 och resulterade efter förhandlingar i en blocköverskridande regerande majoritet med SPD, CDU och Die Grünen, med Woidke återvald för en tredje regeringsperiod.

## Utskott
- Huvudutskottet
- Inrikesutskottet
- Justitieutskottet
- Utskottet för utbildning, ungdom och sport
- Utskottet för vetenskap, forskning och kultur
- Utskottet för arbete, sociala frågor, kvinnor och familj
- Näringslivsutskottet
- Utskottet för miljö, hälsa och konsumentskydd
- Utskottet för infrastruktur och jordbruk
- Utskottet för budget och finanser
- Utskottet för budgetkontroll
- Underutskottet för budgetkontroll
- Utskottet för Europafrågor och utvecklingspolitik
- Valgranskningsutskottet
- Petitionsutskottet